# SN 2000fm
SN 2000fm – supernowa typu II? odkryta 14 grudnia 2000 roku w galaktyce NGC 1612. W momencie odkrycia miała maksymalną jasność 17,70m.